# Parti républicain sénégalais
Le Parti républicain sénégalais (PRS) est un parti politique sénégalais, dirigé par Amadou Manel Fall.

## Histoire
Le PRS a été officiellement créé le 15 mai 1992.
Selon certaines rumeurs, Karim Wade, le fils du président Abdoulaye Wade, pourrait solliciter l'investiture du PRS afin de favoriser son accession future à la présidence.

## Orientation
C'est un parti conservateur.
Il a pour objectifs « d'œuvrer pour un nationalisme conservateur des valeurs traditionnelles ; de servir les masses selon les vertus en se référant aux valeurs traditionnelles de la société sénégalaise fondées sur la dignité, la probité, la justice sociale et la solidarité ».

## Symboles
Ses couleurs sont le vert et le blanc.
Son drapeau représente un cercle vert sur fond blanc

## Organisation
Le siège du parti se trouve à Dakar.